# Língua menya
A língua menya, também conhecida como menyama ou menye, é uma língua papua da família Angan [en], uma família dentro do grupo das línguas Trans-Nova Guiné, sendo falada no leste da Papua Nova Guiné. Até 2006, ela contava com cerca de 25000 falantes distribuídos no Distrito de Menyamya [en] situado na costa sudoeste da Província de Morobe. Ela está classificada como ameaçada.

## Etimologia
O nome menya refere-se a um pequeno rio que flui da região oeste até o Rio Tauri, 4km ao norte do Distrito de Menyamya, centro administrativo provincial.

## Distribuição
A língua menya é falada majoritariamente no Distrito de Menyamya da Província Morobe, localizada na costa norte da Papua Nova-Guiné. Entretanto, há um número significante de falantes de menya residentes das cidades de Lae, Wau e Bulolo, as três na Província de Morobe, e de Kimbe e Biala, na Província da Nova Bretanha Ocidental. Além disso, há registro de falantes na capital Porto Moresby e no Distrito de Karema, na Província do Golfo.

### Línguas relacionadas
Menya é a segunda maior língua da família Angan em termos de falantes. Ela é cercada por outras línguas da mesma família, por isso teve pouco contato com línguas de outras famílias. Em termos de cognato, a maior similaridade aparece com as línguas Kapau/Hamde (69-75%) e Yagwaia (50-58%).

### Dialetos
Há 3 ou 4 grupos socioléticos entre os falantes de menya. Dois são consistentemente reconhecidos como linguisticamente e socialmente distintos: os Tnäuyqä (aqueles ao sudeste) e os Tepatiqä (aqueles ao oeste). Já aqueles ao Nordeste são também considerados linguisticamente uniformes, no entanto, não há um nome único para eles. Os habitantes dessa área referem-se a si próprios pelo nome de seu respectivo clã dominante, com exceção das cinco filas mais ao oeste dessa região, os quais são reconhecidos como os Juaqänjqä. No estudo de Carl Whitehead, eles são denominados como grupo do Nordeste.
Os dialetos com maior diferença linguística são o Tnäuyqä e o Tepatiqä. Enquanto o Nordeste/Juaqänjqä está situado no meio, mas mais próximo do Tepatiqä. Embora haja diferenças no vocabulário, as diferenças na pronúncia mostram-se mais significantes.

## História
Durante os anos 50, o Tok Pisin, uma língua utilizada para o comércio baseada no inglês, emergiu como meio principal de comunicação entre o governo e outros serviços introduzidos na área.
Toda a educação formal da área era dada em Inglês até a recente introdução do sistema educacional de pré-escolas. Assim, os equivalentes ao Jardim de Infância, 1º e 2º anos passaram a ser lecionados em "escolas de vilas", podendo utilizar a língua que a comunidade preferir.
Menya continua sendo a primeira língua para maior parte das crianças, embora o Tok Pisin também seja introduzido desde cedo. Além disso, poucas mulheres frequentavam escolas até os anos 80, logo as mulheres adultas sabem pouco de Tok Pisin e Inglês.
Atualmente, a tendência é de que o bilinguismo aumente, mas a atitude da população com relação a sua língua e o novo sistema educacional do governo podem limitar, senão prevenir, que a língua menya caia em desuso. Mas é provável que a crescente no bilinguismo e na taxa de alfabetização resultará numa taxa acelerada de mudança da língua.

## Fonologia
O inventário fonológico menya consiste de 17 consoantes e 6 vogais. E assim como outras línguas da família Angan [en], é caracterizada por uma complexidade fonológica incomum a outras da Papua Nova Guiné. Núcleo silábico nasal, palatalização e labialização tornam a análise de padrões silábicos dificultosa e resulta na ocorrência de longas cadeias de consoantes na palavra. Além disso, a perda e fusão de fonemas nas divisões entre morfemas é bem expressiva.

### Consoantes
A língua menya possui 17 fonemas consonantais. Dentre eles, percebe-se uma falta de fonemas fricativos (com exceção da glotal /h/) e de fonemas líquidos, ambas características não são incomuns em línguas papuas.
|             |                | Bilabial | Dental | Palatal | Velar | Uvular | Glotal |
| ----------- | -------------- | -------- | ------ | ------- | ----- | ------ | ------ |
| Plosiva     | Desvozeada     | p        | t̪      | t͡ʃ      | k     | q      |        |
| Plosiva     | Pré-nasalizada | ᵐb       | ⁿd̪     | ᶮd͡ʑ     | ᵑɡ    | ᵑq     |        |
| Nasal       | Nasal          | m        | n      | ɲ       | ŋ     |        |        |
| Fricativa   | Fricativa      |          |        |         |       |        | h      |
| Aproximante | Aproximante    |          |        | j       | w     |        |        |

### Vogais
A língua menya possui 6 fonemas vocálicos. Esse sistema de 6 vogais é comum a outras línguas papuas.
|         | Frontal | Central | Posterior |
| ------- | ------- | ------- | --------- |
| Fechada | i       |         | u         |
| Média   | e       | ə       | o         |
| Aberta  |         | ɑ       | ɑ         |

### Tonicidade e tons
A silaba tônica normalmente ocorre na última ou penúltima sílaba. Em palavras com mais de 3 sílabas geralmente há duas sílabas tônicas, com a última sendo a mais forte.
Há existência de tons. Eles podem ter valor fonêmico, mas sua funcionalidade é baixa. Por conta disso, não há descrições precisas sobre a sua influência na língua. Tom e tonicidade são interdependentes.

## Ortografia
A língua menya é muito mais falada do que escrita e a maioria dos registros escritos são transcrições de discurso falado. Isso resulta em algumas variações na escrita como em hiyamdqä para hiyandqä (casuar).
Quatro das plosivas pré-nasais, /ᵐb/ /ⁿd̪/ /ᶮd͡ʑ/ /ᵑɡ/, são escritas sem a nasal quando ela ocorre na início da palavra e, ao mesmo tempo, ocorre no meio da palavra. Essa variação ortográfica é uma decisão dos menya literados.
| Minúscula | Maiúscula | Fonema e representação em português                           |
| --------- | --------- | ------------------------------------------------------------- |
| p         | P         | /p/ como em "papel"                                           |
| t         | T         | /t/ como em "tapa"                                            |
| s         | S         | /t͡ʃ/ como em "tchau"                                          |
| k         | K         | /k/ como em "casa"                                            |
| q         | Q         | /q/ como em "qiṭṭ" (gato em árabe moderno)                    |
| m         | M         | /m/ como em "menos"                                           |
| n         | N         | /n/ como em "nada"                                            |
| ny        | Ny        | /ɲ/ como em "banho"                                           |
| ŋ         | Ŋ         | /ŋ/ como em "manga"                                           |
| b, mb     | B         | /ᵐb/ (fonema /b/ pré-nasalisado) é fonema próprio da língua   |
| d, nd     | D         | /ⁿd̪/ (fonema /d/ pré-nasalisado) é fonema próprio da língua   |
| j, nj     | J         | /ᶮd͡ʑ/ (fonema /d͡ʑ/ pré-nasalisado) é fonema próprio da língua |
| g, ŋg     | G         | /ᵑɡ/ (fonema /ɡ/ pré-nasalisado) é fonema próprio da língua   |
| ŋq        | Ŋq        | /ᵑq/ (fonema /q/ pré-nasalisado) é fonema próprio da língua   |
| w         | W         | /w/ como em "quando"                                          |
| y         | Y         | /j/ como em "jiboia"                                          |
| h         | H         | /h/ como em "marreta"                                         |
| i         | I         | /i/ como em "iate"                                            |
| ä         | Ä         | /ə/ como em "melhor" (sotaque europeu)                        |
| u         | U         | /u/ como em "uva"                                             |
| e         | E         | /e/ como em "escola"                                          |
| a         | A         | /ɑ/ como em "father" (inglês americano)                       |
| o         | O         | /o/ como em "olho"                                            |

## Gramática
A gramática Menya é típica das línguas da família das Trans-Nova Guiné. A sufixação é mais proeminente que a prefixação e a utilização de clíticos, isso é, termos que integram fonologicamente uma palavra, tornando-se uma sílaba dessa, é recorrente.

### Pronomes

#### Pronomes pessoais
Na língua menya, os pronomes pessoais distinguem-se em número entre singular (um referente), dupla (dois referentes) e plural (mais de dois referentes). E também em pessoas gramatical (1ª,2ª e 3ª pessoas). Não há distinção entre gênero, assim como entre inclusão ou exclusão para a 1ª pessoa de formas não-singulares.
|    | Singular | Dupla | Plural |
| -- | -------- | ----- | ------ |
| 1ª | nyi      | ye    | ne     |
| 2ª | si       | qe    | he     |
| 3ª | ki       | (ke)  | qu     |

Os pronomes pessoais possuem uma forma genitiva e uma empática. A forma genitiva geralmente indica posse e é formada pela adição do enclítico ~qä ou ~yaqä, ambas são intercaláveis, mas a segunda é mais frequentemente utilizada. Já forma empática ocorre sempre após a forma genitiva, juntamente com um enclítico ~uä, ela nunca ocorre isolada e tem a função de reforçar o foco no referente.

#### Pronomes demonstrativos
Os pronomes demonstrativos são mais utilizados que os pronomes pessoais quando referem-se a uma 3ª pessoa. Eles distinguem entre número, pessoa, gênero/classe (masculino ou neutro, feminino, honorífico e diminutivo).
Os enclíticos para as distinções acima seguem a seguinte ordem:
Raiz + (Gênero) + (Pessoa e número) + (Objeto (Oblíquo))
| -            | Masculino (~qu) | Feminino (~i ou ~u) | Honorífico (~pa) | Diminutivo (~pu ou ~su) |
| ------------ | --------------- | ------------------- | ---------------- | ----------------------- |
| Singular     | iqu             | ii                  | ipa              | ipu                     |
| Dupla (~aqu) | iquaqu          | iuaqu               | ipequ            | isuaqu                  |
| Plural (~a)  | iqua            | iua                 | ipe              | isua                    |

| -            | Perto               | Meio                            | Longe                      | Indefinido    | Exato                      |
| ------------ | ------------------- | ------------------------------- | -------------------------- | ------------- | -------------------------- |
| Neutro       | tuqu = tä+qu (esse) | iqu (esse/aquele)               | iqu (esse/aquele)          | hŋqu (alguém) | qäqu (especificamente ele) |
| Mesma altura |                     | nequ (esse aí)                  | näŋu = n+ŋu (aquele ali)   |               |                            |
| Acima        |                     | yequ (esse aí em cima)          | yaŋu (aquele ali em cima)  |               |                            |
| Abaixo       |                     | mequ ou biqu (esse aí em baixo) | maŋu (aquele ali em baixo) |               |                            |

Eles também possuem a forma genitiva e empática, mas nesse caso os enclíticos são ~qä ou ~uä para a forma genitiva. Há situações em que cada forma é preferível, mas elas não são claras. A forma empática é similar àquela dos pronomes pessoais, mas ocorre com os enclíticos citados acima.

#### Pronomes de parentesco
Os pronomes de parentesco são específicos a cada relação e aparecem apenas na forma dupla e no plural. Eles referem-se apenas ao tipo de parentesco, sem fazer distinção, por exemplo, entre as relações "eu e meu pai" ou  "eu e meu filho".
- Himbäquen (você e sua família): hi (2ª pessoa) + mb (relação entre pais e filhos) + qu (masculino/neutro) + en (2ª pessoa).

### Substantivos
Os substantivos (ou nomes) são a classe gramatical mais ampla na língua Menya. Elas podem subdividir-se em alguns grupos:

#### Substantivos simples
Formas livres monomorfêmicas. Podem expressar uma ampla variedade de entidades: concretas e abstratas, comuns e próprias.
Exemplos: hikä — pedra, kŋŋuä — pensamento, Wopi — (nome de um rio)

#### Substantivos compostos
Há aqueles que possuem mais de um radical, sendo formado pelos processos de: 
- Composição por justaposição: não há mudança significativa das raízes que compõem o substantivo. Por exemplo, yä (árvore) + quwqä (folha)  torna-se  yäquwqä (folha de uma árvore)
- Composição por aglutinação: há mudanças nas raízes que compõem a palavra. Geralmente a primeira raiz é encurtada para a formação do substantivo composto. Por exemplo, buayä (batata doce) + quwäqä (folha) torna-se bequwäkä (folha de batata doce)

#### Substantivos derivados
Em Menya, a derivação é somente do tipo deverbal, sendo ocasionada pela adição do enclítico ~qä. Seu principal uso é em frases verbais negativas. Por exemplo, tqä (falante) é composto por t (falar) + qä

#### Substantivos de parentesco
Substantivos de parentesco são similares aos pronomes de parentesco, no sentido de que são específicas para cada tipo de relação. Eles geralmente necessitam de um prefixo concordando em pessoa gramatical (e número até certo ponto) com a pessoa à qual o referente é relacionado. Eles também podem vir acompanhados de enclíticos que especificam nome, número e gênero do referente. Quando o referente é a primeira pessoa, o prefixo geralmente não é utilizado.
- apiqu (meu/nosso pai) — ap (pai) + iqu (masculino e singular)

- qenuŋua (pais de vocês dois) — qe (vocês dois) + n (pai) + uŋua (plural e masculino)

### Verbos
A maior parte da complexidade morfológica da língua menya está contida nos verbos. Suas raízes podem possuir duas variações a depender de critérios fonológicos. Além disso, eles podem possuir até dois prefixos e sete sufixos e algumas propriedades como evidencialidade e tempo futuro não são parte da gramática, embora possam aparecer. Geralmente, eles seguem a seguinte fórmula:
Núcleo verbal = (polaridade) + (número e pessoa do afetado) + raiz + (valência) + (aspecto interno)
| Modo real final       | núcleo + (tempo/aspecto) + número e pessoa do ator + (modo)                                        |
| Modo irreal final 1   | núcleo + (aspecto) + número e pessoa do ator 1 + (n) + (ŋqä + número e pessoa do ator 2)           |
| Modo irreal final 2   | núcleo + (aspecto) + número e pessoa do ator 1 + (ni + número e pessoa do ator 2) + (ŋqä) + (modo) |
| Modo real medial RD   | núcleo + aspecto + número e pessoa do ator + (caso)                                                |
| Modo irreal medial RD | núcleo + aspecto + número e pessoa do ator + (tqä) + (subordinador)                                |
| Modo real medial MD   | núcleo + (ät) + número e pessoa do ator + (caso)                                                   |
| Modo irreal media MD  | núcleo + (aspecto) + número e pessoa do ator + qä + (subordinador)                                 |

As denominações final e medial dizem respeito a posição do verbo na sentença. As formas mais simples são as finais, coincidindo com a o ordenamento padrão de sentenças da língua Menya (SOV), enquanto as formas mediais são utilizadas para a construção de períodos compostos por subordinação e coordenação.Observações:
- Termos em parênteses são opcionais.
- RD e MR significam, respectivamente, referentes diferentes e mesmos referentes.

#### Núcleo verbal
- O prefixo de polaridade indica a polaridade (positiva ou negativa) e a certeza (forte ou fraca) de uma asserção. Ela pode ser dos tipos:[15]
  - Assertivo forte (ä-): "ii wäuŋa äiqi" — "Ela está trabalhando"
  - Assertivo fraco (ø- ou h-): "nyi yaqueqä yi humqe" — "Eu acho que vou dar um tiro nesse porco"
  - Negativo (ma-): "iqu wauŋä miqä (mä-i-qa) iqi" —  "Ele não está trabalhando"

- O prefixo de número e pessoa do afetado, cuja semântica é variável e depende de cada raiz do verbo. Por exemplo, em "Iqu ŋqä mbqä änmakäqäqe"  — "Ele pegou meu dinheiro", o prefixo -n indica que "eu", o possuidor do dinheiro, fui afetado. Já em "Nami kŋua hui qe äyatuikqäqe"  — "Nami colheu cana-de-açúcar para nós", o prefixo -ya indica que "nós", os beneficiados pela ação, somos os afetados.[16]

|    | Singular | Dupla   | Plural  |
| -- | -------- | ------- | ------- |
| 1ª | n-       | ya-     | na-     |
| 2ª | k-       | qe-     | e-      |
| 3ª | w- ou ø  | w- ou ø | w- ou ø |

- Os sufixos de valência modificam a valência de um verbo ao aumentar ou diminuir o número de argumentos contidos na oração. Eles podem ser dos tipos beneficente, que indica que alguém será beneficiado por algo; causativo, o qual explicita o sujeito como causador de uma ação ou estado ou destransitivo, que geralmente marca reciprocidade ou reflexividade.[17]
  - Beneficente (-i): "Nyi aŋi, apique äumäsiyätqäŋä" — "Estou construindo uma casa para meu pai"
  - Causativo (-te): compare "ätqäuqe" — "Ele levantou" com "ätqätekäqe" — "Ele levantou algo"
  - Destransitivo (-n): "...apäkä hŋqua asŋä qänätqätaŋgä..." — "... algumas mulheres estavam se banhando..."

- Os sufixos de aspecto interno modificam a natureza aspectual do evento sendo praticado. Eles são dois: -qisä (componente de ação cíclica) e -mäu (ênfase na finalização da ação).[18]
  - "Nyi aŋä ämätäqisäqä" — "Eu estou indo e voltando ao construir essa casa"
  - "...hiŋgumetqä qäpu ti änmäuäqeŋi..." — "...quando ele então terminou de comer o milho..."

#### Modo real final
Esse modo abrange a ocorrência ou não ocorrência de eventos no tempo presente e passado. Nele, tempo e aspecto são interdependentes. Além disso, o tempo pode ser neutro (sem especificação), passado ou passado remoto. Já o aspecto pode ser perfeito, imperfeito progressivo ou imperfeito estático.
As noções de perfeito ou imperfeito são relacionadas ao foco buscado pelo falante. O aspecto perfeito apresenta o evento como um todo, enquanto o aspecto imperfeito enfatiza o tempo levado para um evento.
Já as noções de progressivo e estático referem-se, respectivamente, a eventos que não mudam durante sua duração e eventos que desenvolvem-se ou repetem-se com o passar do tempo.
|                | Perfeito | Imperfeito | Imperfeito |
| Progressivo    | Perfeito | Estático   |            |
| -------------- | -------- | ---------- | ---------- |
| Neutro         | -q       | -ätq -äŋ   | -äŋ        |
| Passado        | -k       | -miŋ       | -miŋ       |
| Passado remoto | -ääŋ     | -miŋ       | -miŋ       |

Além disso, os sufixos de pessoa e número do ator são divididas em associativos e dissociativos. Esses termos referem-se ao grau de relevância entre o ato do discurso e o que é propriamente dito, sendo "associativo" o maior grau e "dissociativo" o menor grau.
|           | Dissociativo | Dissociativo | Dissociativo | Associativo | Associativo | Associativo |
| Singular  | Dupla        | Plural       | Singular     | Dupla       | Plural      |             |
| --------- | ------------ | ------------ | ------------ | ----------- | ----------- | ----------- |
| 1ª pessoa | -qäqä        | -ueä         | -qäqu        | -ä          | -ue         | -u          |
| 2ª pessoa | -ŋä          | -iyä         | -uwä         | -n          | -iny        | -ä          |
| 3ª pessoa | -qäqä        | -iyä         | -uwä         | -i          | -iny        | -ä          |

- Tempo presente: eventos ocorrendo no mesmo tempo do ato de fala são construídos utilizando os sufixos de ator associativos em combinação com os sufixos de tempo neutro. Essa combinação é dada como o tempo presente na língua menya, visto que não há morfema específico para especificá-lo. Além disso, eventos que acabaram de acontecer são construídos como se tivessem ocorrido no presente.[21]
  - Tuqu kpäsqi? — Quem te bateu?

- Tempo passado: o tempo passado varia sua construção dependendo de a quanto tempo o evento ocorreu. Para um evento ocorrido em um passado recente, a 2 ou 3 dias, utiliza-se os sufixos de ator dissociativos em combinação com os sufixos de tempo neutro. Para um evento que ocorreu até 10 anos atrás, utiliza-se os sufixos de tempo passado. E para referir-se a eventos ocorridos em um passado distante, utilizam-se os sufixos de tempo passado remoto. [21]
  - Iqua wäuŋä iquwi / ikuwi / iiŋuwi — Eles trabalharam há alguns dias / há até 10 anos / há muito tempo.

#### Modo irreal final
O modo irreal final representa um estado de incerteza, geralmente associado à baixa assertividade (polaridade).
Os sufixos de número e pessoa do ator 1 são diferentes daqueles utilizados no modo real, embora ambos re refiram à mesma entidade, e os de aspecto raramente ocorrem na forma irreal.
|           | Singular | Dupla    | Plural        |
| --------- | -------- | -------- | ------------- |
| 1ª pessoa | ~m       | ~e ou ~a | ~an ou ~a(tu) |
| 2ª pessoa | (~t)     | ~i(ny)   | ~p            |
| 3ª pessoa | ~ä(t)    | ~i(ny)   | ~p            |

| Perfeito | Imperfeito progressivo | Imperfeito estático |
| -------- | ---------------------- | ------------------- |
| ~q       | ~ätq ~ät               | ~ät                 |

A língua Menya não possui um tempo futuro gramaticalizado, por isso, o modo irreal é utilizado para tal. Esse e outros usos desse modo estão descritos abaixo:
- Futuro: diferencia-se entre intenções futuras que acontecimentos futuros. Ambos consistem do núcleo verbal seguido do sufixo irreal de ator, o morfema ~ni e um sufixo de ator dissociativo. O que diferencia ambos é que o intenções futuras são acrescidas do enclítico de objetivo ~ŋqä, enquanto o outro não.[24]
  - "Ämaqiyqä di quwä ämamä" kŋŋuä kiyäniqe(k-i-ä-ni-qäqä-i)" — "Você pensará "Eu deveria roubar coisas dos outros"".
  - " Nyi Menyämaŋqä wämqä(wä-m-ŋqä); awiyqä aŋgi yapmäniŋqe(yap-m-ni-qäqä-ŋqä-i)" — "Eu vou à Menyamya; Eu retornarei essa tarde."
- Hortatividade: consiste minimamente da raiz do verbo e do sufixo irreal de ator. Somente a segunda pessoa não possui o prefixo ~ä. Seu uso expressa uma forte exortação daquele que fala para que interlocutor faça algo imediatamente, aproximando-se do imperativo quando na segunda pessoa.[25]
  - "Si täqi pma!" — "Fique aqui!"
  - "Iqua quamä äpmapu" — "(Eu insisto que) Sentem-se!"
- Habilidade: é similar a estrutura do hortativo, mas acrescidos do morfema ~n. Indica a capacidade ou não de fazer algo.[26]
  - "Ye e imäkeny(imä-e-n)" — "Conseguiremos fazer isso"
  - "Matiu iqu, hikŋäŋgaŋi, iqueqä käyämaqe, mäwimeqä da ipn..." — "Quando Matthew era jovem, seus parentes não conseguiram visitá-lo"
- Intenção: é similar à estrutura do hortativo, mas acrescido do enclítico de objetivo ~ŋqä. Exprime a intenção do ator em realizar um evento.[27]
  - "Wau bu uquatätŋqä(w-quat-ät-ŋqä) ätma äwqi" — "Ele a buscou a fim de levá-la para baixo até Wau."
  - "Nyi yŋŋä amäŋqä kukŋuä tmqe(t-m-ŋqä-i)" — "Eu vou falar sobre o pássaro amä"
- Obrigação: similar a estrutura da intentiva, mas acrescida do sufixo de ator dissociativo no final. Expressa a inevitabilidade de uma preposição.[28]
  - "Katä käpäsäŋqiyä(k-päk-ä-ŋqä-i-qä)!" — "Um carro vai te atropelar!! (então saia da estrada!)"
  - "Yaqueqä häqiyä maŋqä yaŋqunä. Qua pteaŋqunä." — "Não podemos cozinhar e comer o porco. Nós devemos enterrá-lo."
- Contrário ao fato: consistem do núcleo verbal, o sufixo de aspecto perfeito, um sufixo de ator irreal, o sufixo -ni e geralmente um enclítico de modo pré-nasalizado. Expressa eventos que poderiam ter acontecido diferente se as circunstâncias fossem outras.[29]
  - "... iqu änyimeqä säpi nyi moni uyqäminji(w-i-q-m-ni-nji)" — "... se ele tivesse me encontrado ... eu teria dado dinheiro a ele."
- Frustração: é composto por duas formas verbais. A primeira é o verbo principal na primeira pessoa habilitativa, concordando apenas em número com o ator. Já o segundo componente é o verbo "t" (dizer) como o sufixo de ator concordando em número e pessoa. Expressam uma ação frustrada, que não conseguiu ser completada.[30]
  - "Iquaqu wäuŋa yenyäsinji(i-e-n-ä-t-iny-nji)" — "Eles disseram que iriam ao trabalho hoje."
  - "Ämaqä iqu hiyandqä ique yi humätä äpmiŋqe" — "O homem estava vindo pretendendo atirar no casuar"

#### Modos mediais
As formas mediais são utilizadas para a combinação de sentenças a fim de construir períodos mais complexos, geralmente compostos por subordinação e coordenação.

### Sentenças
A língua menya é consistentemente uma língua com verbo no final da sentença, cuja construção básica é do tipo Sujeito-Objeto-Verbo (SOV), isto é, um sujeito, seguido de um objeto e, por fim, um verbo, nessa ordem. Um exemplo desse alinhamento ocorre na sentença "Matiu iqu wäuŋä iqäqe (Matthew trabalhou (realizou trabalho))" , em que "Matiu" (Matthew) é sujeito, "wäuŋa" (trabalho) é objeto e "iqäqe" (realizou) é verbo. Variações a esse padrão decorrem de fatores pragmáticos, como esclarecimentos acerca da identidade de algo ou alguém, por exemplo. 
Além disso, embora essa seja a construção básica,  frases em menya possuem um alto número de frases nominais  anteriores à oração principal, com o intuito de explicitar os envolvidos em um evento.

#### Modo indicativo
O modo indicativo sinaliza que o falante está informando o interlocutor acerca de uma preposição. Em menya, ele é indicado pelo enclítico -i ou -nji (quando a última palavra não é um verbo, nem substantivo, nem adjetivo) ao final da sentença, acompanhado por uma entonação decrescente seguida de uma pausa. Ele ocorre na maioria das frases em Menya, como em:
- "Iqueqä häwqä, quäuqe (quäuqa - i)" — "A calda disso é longa"

#### Modo interrogativo polar
O modo interrogativo polar corresponde a perguntas acerca de uma preposição, questionando se ela é verdadeira ou falsa. É expressa pelo enclítico -ta e sustentado por uma entonação alta nas últimas sílabas da sentença.
- "Si apäqä täŋuktanä?" — "Você tem uma esposa?"

#### Modo interrogativo de conteúdo
O modo interrogativo de conteúdo é paralelo às Wh-questions do inglês. Ele corresponde a perguntas que buscam identificar uma informação. Elas são expressas pelos enclíticos -wä, -kä e -i (do modo indicativo).
- Qe äŋginyqäwä? — "Aonde vocês dois estão indo?"

- "Saqä qokiqu ängikä? ou ängiwä? ou ängiyi?" — "Onde está seu marido?"

#### Modo dubitativo
O modo dubitativo expressa uma falta de conhecimento acerca de uma preposição por parte do falante. Ela é indicada pelo enclítico ~ti.
- "Iqu ämaqä naqäquti." — "Eu me pergunto se ele é uma pessoa importante" ou "Eu não sei se ele é uma pessoa importante"

## Vocabulário
Esse é um fragmento da transcrição de uma conversa simulada entre Lot Patiqu e Matthew Kitqäkam, gravada e transcrita pelos autores a pedido de Carl Whitehead.
| Texto em menya | Texto em Português |
| --- | --- |
| Matiu iquki, nyi täŋgaŋi, kukŋuä kätmqe.                                                                              | Matthew, agora eu vou falar com você |
| Si täŋgaŋi, Matiuki, apäkä äyä ämenä.                                                                                 | Você agora vai se casar, Matthew. |
| Apäkä ämeŋi, si hikŋäŋga, ikitqäŋä ma, e mikiqä da isŋqe                                                              | (Quando) você estiver com sua noiva, você definitivamente não deveria fazer como quando você era um homem jovem (solteiro)                    |
| Täŋgaŋi, si apäkä ämeŋi, wäuŋäŋqa kŋŋuä indäqändŋqe. Täkŋäŋqa, aŋäŋqä, buayä wäuŋäŋqä, itaŋgaŋi, si wäuŋä e iqaŋgäti. | Agora que você tem uma esposa, você vai pensar sobre trabalho - sobre cercas, cuidar da casa, jardinagem, e você que vai fazer esse trabalho. |
| Itaŋgaŋi, si apäkiki, Matiu iqu wäuŋä iqäqe, si apäkiki päkäpäkä mäpmeqä isŋqe.                                       | E você, mulher, enquanto Matthew trabalha, você não deve ficar parada.                                                                        |
| Si, iqueuä kukŋuä duŋi, qänaknä itnä, wäuŋä isŋqe.                                                                    | Você deve trabalhar, seguindo sua palavra. |
| Wäuŋä itnä, quamä äpmatŋqe.                                                                                           | Você deve trabalhar e estabelecer-se. |

## Menções
A língua menya já foi um problema de linguística em diversas olimpíadas:
- "A Menya Puzzle" - UKLO 2018 (Olimpíada de linguística do Reino Unido).[36]
- "A Menya Puzzle" - NACLO 2018 (Olimpíada computacional de linguística dos Países Norte Americanos).[37]
- "A Menya Puzzle" - OzCLO 2018 (Olimpíada computacional de linguística da Austrália).[38]